# Most kraljice Eme
Most kraljice Eme (vzdevek nihajoča stara dama ali Pontjesbrug ) je značilen pontonski most v središču Willemstada na Curaçau. Most je dolg 168 metrov in je edini lebdeči leseni nihajni most na svetu. Most plava na šestnajstih pontonih v Zalivu svete Ane in povezuje Punda z Otrobando, dva dela zgodovinskega mestnega jedra.

## Delovanje mostu
Oskrbnik mostu odpre most za plovbo tako, da pluje po celi dolžini do obale Otrobande, v nasprotni smeri urinega kazalca, torej proti severu v zaliv. Na strani Otrobanda je most na tečajih, na drugi strani pa je opremljen z motorjem. Ko je most odprt, je brezplačni trajekt razporejen nekaj sto metrov stran.

## Zgodovina in uporaba
Emin most je bil zgrajen leta 1888 in je bil leta 1939 popolnoma prenovljen. V zgodnjih dneh je bil most Ema most z mostnino, toda za dobrobit revnih je veljalo pravilo, da lahko ljudje brez čevljev prečkajo brezplačno.
Leta 1938 so morali most odpreti 24-krat na dan, skoraj dvakrat toliko kot leta 1930. Skupno trajanje odprtja se je v istem obdobju povečalo za eno uro na 6,5 ure, število avtomobilov, ki vozijo v obe smeri, pa se je povečalo s 1.500 na 5.000. Ker je ladijski promet še naprej rasel in je bil most včasih odprt več ur, se je ponovno oživela razprava o stalnem prehodu čez reko.
Od leta 1974 je mogoč promet po Mostu kraljice Julijane, ki leži dobrega pol kilometra severneje, avtomobili pa so prepovedani na pontonskem mostu, ki ga vsak dan prečka 15 000 pešcev.
V začetku 21. stoletja je bil most v zelo slabem stanju: asfalt je ponekod razpadal, kovina na mostu pa je bila močno zarjavela. Med karnevalom v Curaçau ga parada ni mogla več niti prečkati, kar je pomenilo, da del Curaçaa ni več mogel praznovati festivala kot običajno.

Od sredine leta 2005 do maja 2006 most ni bil v uporabi zaradi prepotrebnih in temeljitih popravil (strošek: 4,5 milijona evrov je plačala Evropska unija). Most je bil zamenjan v 95 %, le pontoni so bili ponovno uporabljeni. Kot nadomestni prevoz sta bila uporabljena dva trajekta in avtobus, ki je vozil preko mostu kraljice Julijane. Ta storitev je bila brezplačna. Za obnovo je bilo uporabljenih 478 m³ afriškega trdega lesa. Most so ob velikem zanimanju vrnili na svoje mesto 9. maja 2006.
- Pontonski most leta 2013, s pogledom na Pundo. Na desni utrdba Amsterdam.
- Pontonski most leta 2004 s hotelom Plaza Curacao za njim.
- Pogled s Punde. Pod kabino čuvaja mostu je motor z vijakom za odpiranje mostu. Na drugi strani se vidi pomol, ob katerega je privezan most (2013).
- Most se odpre; trajekt deluje kot nadomestni prevoz, Zaliv Svete Ane, 2000.